# Настасја Кински
Настасја Аглаја Кински (Берлин, 24. јануар 1961) је немачка глумица пољскога порекла. Снимила је више од 60 филмова. Напустила је школу када је имала шеснаест година, да би наставила школовање у Риму, Минхену, Каракасу, Паризу и Америци (у Акторс студију код Лија Страсберга).
Прву значајнију улогу имала је 1976. у филму Вима Вендерса Погрешан покрет, а прву главну улогу остварила је 1979. у филму Романа Поланског Теса (Tess). Потом је наступала у још неколико Вендерсових филмова као што су Парис, Тексас и Faraway, So Close.

## Биографија и каријера
Рођена је у Берлину и ћерка је немачког глумца Клауса Кинског и глумице Рут Бригите Тоцки. Њени родитељи су се развели 1968. Оца је ретко виђала, а због финансијских проблема, с мајком је живела у једној комуни у Минхену.
У родној Немачкој започела је каријеру као модел. Када је имала 13 година заменила је глумицу Лизу Краузер у улози неме девојке Мињон у филму Вима Вендерса Погрешан покрет. Као тинејџерка је 1976. наступила у хорору британске куће Хамер (енгл. British Hammer Film Productions) To the Devil a Daughter, где се у неколико сцена појавила нага, што је изазвало оштре реакције пуританске јавности.
Са 16 година започела је везу са 28 година старијим редитељем Романом Поланским. На наговор Поланског одлази у САД да студира глуму у Акторс студију Лија Страсберга. Прославила се улогом девојке Тесе Дарбифилд у историјској драми Романа Поланског Теса из 1979. Затим је нага, омотана змијом, позирала фотографу Ричарду Аведону, што јој је донело статус секс-иконе.
Течно говори немачки, енглески, италијански и француски, а споразумева се на руском и шпанском.

## Приватни живот
Са америчким глумцем Винсентом Спаном има сина Аљошу. Средином 80-их удала се за египатског филмског продуцента Ибрахима Мусу с којим има ћерку Соњу Лејлу. Пар се развео 1992. године. Од 1991. до 1997. године живела је са музичарем Квинсијем Џоунсом с којим има ћерку Кенју. Вегетаријанка је.

## Филмографија
- (2006) — специјална/посебна улога
- (2004) — Леди Болтон
- (2004) — Матилда
- (2003) (мини-серија) — мадам Марија де Турвел
- (2003) — Мет Гоген
- (2002) — Карен Грант
- (2002) — Сондра Брамел
- (2001) — Миша
- (2001) — Триш (еп. 1)
- (2001) — др Џенифер Стилман
- (2001) — др Џејн Бордо
- (2001) — Грејс Нидам
- (2001) — Маргит Сандор
- (2001) — Алекс
- (2001) (ТВ) — Сузан
- (2001) — Линда Крос
- (2000) — Елена Берн
- (2000) — др Џулија Вајланд
- (2000) — Лидија Дејвис
- (2000) — Кејти
- (2000) (ТВ) — Глорија Рос
- (1999/) — Беџ Малер
- (1999) — Дебора Спиц
- (1999) — др Гален Бронти
- (1998) — адвокатица
- (1998) — Сузан Холанд
- (1998) — Чери
- (1998) — Марија Роуз
- (1998) — Венус
- (1997) — Софија Лучано
- (1997) — Карен
- (1997) — Кејт Вест
- (1997) — Колет Ендруз
- (1996) — Шарлота Елис
- (1996) — Аријана фон Готард
- (1994) — Крис Мороу
- (1994) — Катја ’Кеј-Си’ Кословска
- (1993) — Рафаела
- (1992) — Настијенка
- (1992) — Кристин
- (1991) — Наташа
- (1990) — Кристина
- (1990) — Луција
- (1990) — Карин
- (1989) — Џоел
- (1989) — Марија
- (1989) — Магдалена
- (1987) — Џулијет
- (1985) — Дејси Маконахеј
- (1985) — Дијан
- (1984) — Марија Босик
- (1984) — Џејн Хендерсон
- (1984) — Сузи Бер
- (1984) — Данијела Истман
- (1983) — Лорета
- (1983) — Елизабета Карлсон
- (1983) — Клара Вик
- Људи мачке (1982) — Ирена Галијер
- (1982) — Лејла
- (1979) — Тес Дарбифилд
- (1978) — Франческа
- (1978) — Дебора Колинс
- (1977) — Сајна Волф (еп. 1)
- (1976) — Кетрин
- Погрешан покрет (1975) (као Настасја Наксински) — Мињон
- Агире, гнев божији (1972) (непотписана)}- — Агиреова ћерка